# Drimia cryptopoda
Drimia cryptopoda là một loài thực vật có hoa trong họ Măng tây. Loài này được (Baker) Pfosser, Wetschnig & Speta mô tả khoa học đầu tiên năm 2006.